# Kabupaten Sidenreng Rappang
Kabupaten Sidenreng Rappang är ett kabupaten i Indonesien.   Det ligger i provinsen Sulawesi Selatan, i den centrala delen av landet, 1 500 km öster om huvudstaden Jakarta. Antalet invånare är 271 911. Arean är 2 506 kvadratkilometer.
Terrängen i Kabupaten Sidenreng Rappang är varierad.